# Rose-Marie Precht
Astrid Rose-Marie Precht (* 19. April 1938 in Helsinki; † 26. September 2000 ebenda) war eine finnische Schauspielerin.

## Leben
Rose-Marie Precht kam über das Tanzen zum Theater. So spielte sie am Finnischen Nationaltheater, am Turku City Theatre und am KOM-teatteri. Ihr Schauspielstudium schloss sie 1961 an der Theaterakademie Helsinki ab.
Ihr Leinwanddebüt gab sie 1960 noch während ihrer Studienzeit in der Rolle der Kerttu in der von Edvin Laine inszenierten Komödie Skandaali tyttökoulussa. Bis zu ihrem Tod wirkte sie in über 50 Film- und Fernsehprojekten mit. So spielte sie unter anderem in Versuchung am See, Ein Zeitgenosse und Wolken ziehen vorüber mit.
Precht war drei Mal in ihrem Leben verheiratet. Ihre erste Ehe mit dem Schauspieler Esko Salminen hielt von 1961 bis 1963. Die Ehe blieb kinderlos. Ihre zweite Ehe mit dem Schauspieler Heikki Kinnunen endete ebenfalls in Scheidung. Aus der Ehe stammt der  Schauspieler Santeri Kinnunen. In dritter Ehe war sie mit dem Set- und Kostümdesigner Samppa Lahdenperä verheiratet.
Am 26. September 2000 starb Precht im Alter von 62 Jahren an den Folgen eines Magenkarzinoms.

## Filmografie
- 1960: Skandaali tyttökoulussa
- 1961: Versuchung am See (Kuu on vaarallinen)
- 1963: Unschuld im Doppelbett (Turkasen tenava)
- 1984: Ein Zeitgenosse (Aikalainen)
- 1996: Wolken ziehen vorüber (Kauas pilvet karkaavat)